# Lumbrineris kerguelensis
Lumbrineris kerguelensis är en ringmaskart som beskrevs av Grube 1878. Lumbrineris kerguelensis ingår i släktet Lumbrineris och familjen Lumbrineridae. Inga underarter finns listade i Catalogue of Life.